# 교토 조선학교 공원 점거 항의 사건
교토 조선학교 공원 점거 항의 사건(일본어: 京都朝鮮学校公園占用抗議事件 쿄토 쵸센각코 코엔 센요 코기 지켄[*])은 일본의 우익 시민단체인 재일 특권을 용납하지 않는 시민의 모임 (재특회), 주권 회복을 도모하는 모임 (주권회), 팀 관서에 소속되어 있는 활동가들이 교토 조선학교 제1초급학교의 간진바시 아동 공원 무단 점거에 항의 하기 위해 2009년 (헤이세이 21년) 12월 4일, 해당 학교 교문 앞에서 시위해 항의측이 위력업무방해죄 등으로, 초급학교측은 도시공원법 위반으로 추궁받은 사건을 말한다.